# محمدعلی بهمنی
محمّدعلی بهمنی (۲۷ فروردین ۱۳۲۱ – ۹ شهریور ۱۴۰۳) شاعر و غزل‌سرای ایرانی بود.اشعار محمدعلی بهمنی معمولاً با احساسات عمیق و زبانی ساده و روان بیان می‌شوند. او در اشعارش به مفاهیمی چون دلتنگی، فراق، عشق و امید می‌پردازد و از تشبیهات و استعارات زیبا برای انتقال این مفاهیم استفاده می‌کند.  بهمنی در قالب نیمایی و دیگر قالب‌های کلاسیک اشعار زیادی دارد. علاوه‌بر این، یکی از نام‌آوران عرصهٔ ترانه‌سرایی به‌شمار می‌آید. بیشتر ترانه‌ها و اشعار او با صدای ناصر عبداللهی اجرا شده‌اند.

## زندگی
وی دربارهٔ تولد خود گفته بود: «دو ماه به زمان تولّدم باقی‌مانده بود که برادرم در دزفول بیمار می‌شود. خانواده هم از این فرصت استفاده می‌کنند تا به عیادتش بروند. این است که در قطار به‌دنیا آمدم و در شناسنامه‌ام درج شد «متولد دزفول»، چون دایی من در ثبت احوال آن منطقه بود، شناسنامه‌ام را همان زمان می‌گیرد. البته زیاد آنجا نبودم، همان زمان ۱۰ روز یا یک‌ماه را در آنجا سپری کردیم. پدرم برای ده ونک و مادرم برای اوین است. در اصل ساکن خود بندرعباس بودیم. دوران کودکی را تهران، بخش شمیرانات، شهر ری، کرج و… به‌صورت پراکنده بودیم، چون پدرم شاغل در راه‌آهن بود، مأموریت‌های ایستگاهی داشتند. از سال ۱۳۵۳ به بندرعباس رفتم».

## سال‌های فعالیت
محمدعلی بهمنی در چاپخانهٔ مجلهٔ روشنفکر با فریدون مشیری آشنا شد که آن روزها مسئول صفحهٔ شعر و ادب هفت‌تار چنگ بود. نخستین شعر او در سال ۱۳۳۲ زمانی که تنها ۱۱ سال داشت، در نخستین شمارهٔ مجلهٔ روشنفکر به چاپ رسید.
بهمنی از سال ۱۳۴۲ همکاری خود را با رادیو تهران در برنامهٔ گل‌ها آغاز کرد. او در این مدت ترانه‌های قصهٔ دل با صدای عماد رام، هوای قفس با صدای حمیرا، چادر نماز با صدای رامش و زندگی با صدای ایرج را ساخت.
وی از سال تا ۱۳۵۶ که ساکن بندرعباس بود چهار مجموعه شعر باغ لال، در بی‌وزنی، عامیانه‌ها و گیسو، کلاه، کفتر را منتشر کرد.
او پس از انقلاب ۱۳۵۷ به تهران رفت و بار دیگر در سال ۱۳۶۳ به بندرعباس بازگشت. بهمنی مسئول چاپخانهٔ دنیای چاپ بندرعباس و مدیر انتشارات چی‌چی‌کا (در گویش بندرعباسی به معنی قصه) در بندرعباس بود.
برنامهٔ صفحهٔ شعر را با همکاری شبکه استانی خلیج فارس ارائه داد. او در سال ۱۳۷۴ همکاری خود را با هفته‌نامهٔ ندای هرمزگان آغاز کرد و صفحه‌ای تحت عنوان تنفس در هوای شعر را هر هفته در پیشگاه مشتاقان خود قرار می‌داد.

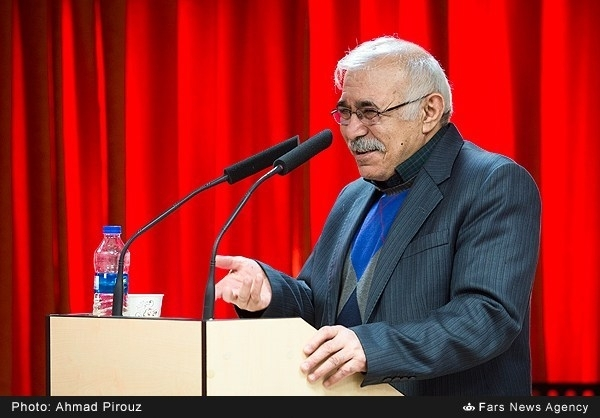
سخنرانی محمدعلی بهمنی در بزرگداشت یاور همدانی (دی ۱۳۹۴)

## بررسی اشعار
عشق از جمله مضمون غزل‌های او بود. بسیاری بر این عقیده‌اند که غزل‌های او وام‌دار سبک و سیاق نیما یوشیج هستند. آنچنان که خود او گفته بود: «غزل، نه تنها در شعر امروز، بی‌تردید در شعر تمام فرداها جایگاه ویژهای خواهد داشت. غزل هستی ایرانی است و خواهد بود. آنچه که مهم است، این است که این امانت حساس را به نسل‌های آینده تحویل دهیم.» او برگزیده اولین دوره جشنواره بین‌المللی شعر فجر در بخش شعر کلاسیک بود.

## دیدگاه‌ها
در سال‌های اخیر حضور محمدعلی بهمنی در شعر امروز با حواشی همراه بود که از آن جمله می‌توان به دفاع سرسختانهٔ او از غزل پست مدرن با جملهٔ «اگر حافظ هم امروز بود غزل پست مدرن می‌گفت». حضور او در مراسم شعرخوانی نه دی و نامهٔ یغما گلرویی و پاسخ‌گویی خود او اشاره کرد.
او در شهریور ۱۳۹۷ با انتشار مطلبی، خداحافظی خود از ریاست شورای شعر و ترانهٔ دفتر موسیقی وزارت ارشاد را اعلام کرد.
وی در انتهای یادداشت خود نوشت:
من باآگاهیِ اشتباهم از قبول (ریاست شورای ترانه)- نه به‌دلیل این که شش ماه است کارشناسانش هم حقوقی دریافت نکرده‌اند. فقط به این دلیل که دیگر مزاحم ترانه‌های ضعیف نباشم. باشرم خداحافظی می‌کنم.— اینستاگرام محمدعلی بهمنی

## درگذشت
محمدعلی بهمنی در ۱۹ خرداد ۱۴۰۳ دچار سکته مغزی شد و بعد از چندی با بهبودی وضعیتش از بیمارستان مرخص شد.
او بار دیگر در ۳۱ مرداد همان سال در پی سکتهٔ مغزی دوباره و خونریزی مغزی شدید در بیمارستان تندیسِ تهران بستری شد و تحت عمل جراحی قرار گرفت. او سطح هوشیاری مناسبی نداشت و وضعیتش به وخامت کشید.
وی سرانجام، حوالی ساعت ۲۳ جمعه ۹ شهریور ۱۴۰۳، در سن ۸۲ سالگی پس از ناموفق بودن عملیات احیای قلب درگذشت. آرامگاه محمدعلی بهمنی در محوطهٔ تالار اوینی بندرعباس واقع می‌باشد.

## جایزه‌ها و تقدیرها
محمدعلی بهمنی در سال ۱۳۷۸ تندیس خورشید مهر به‌عنوان برترین غزل‌سرای ایران را دریافت کرد. در سال ۱۳۸۳ همزمان با برگزاری ششمین کنگرهٔ سراسری شعر و داستان جوان در بندرعباس نکوداشت محمدعلی بهمنی برگزار شد.

## در آثار دیگران
بهروز ثروتیان در کتاب لذت بهت‌زدگی در شعر محمدعلی بهمنی به تجزیه و تحلیل شعر محمدعلی بهمنی پرداخته است. این کتاب در سال ۱۳۸۹ توسط انتشارات شانی چاپ و منتشر شده است.
سال ۱۳۹۷ کتاب روزگار من و شعر زندگی‌نامه محمدعلی بهمنی؛ به قلم احمد امیرخلیلی توسط انتشارات نگاه و سال ۱۳۹۸ به‌صورت کتاب گویا با صدای بهروز رضوی منتشر شد.

## آثار

محمدعلی بهمنی در مرداد ۱۳۸۳

### مجموعه شعر
- باغ لال (۱۳۵۰)
- در بی‌وزنی (۱۳۵۱)
- عامیانه‌ها (۱۳۵۵)
- گیسو، کلاه، کفتر (۱۳۵۶)
- گاهی دلم برای خودم تنگ می‌شود (۱۳۶۹)
- دهاتی (۱۳۷۷)
- غزل (۱۳۷۷)
- شاعر شنیدنی است (۱۳۷۷)
- عشق است (۱۳۷۸)
- نیستان (۱۳۷۹)
- کاسهٔ آب دیوژن، امانم بده (۱۳۸۰)
- این خانه واژه‌های نسوزی دارد (۱۳۸۲)
- من زنده‌ام هنوز و غزل فکر می‌کنم (۱۳۸۸)
- غزل زندگی کنیم (گزیده غزل) (۱۳۹۲)

### ترانه‌شناسی
| خواننده                        | نام ترانه        | ترانه‌سرا      | آهنگساز         | تنظیم‌کننده      |
| ------------------------------ | ---------------- | ------------- | --------------- | --------------- |
| عماد رام                       | قصهٔ دل           | محمدعلی بهمنی | محمد سریر       | عماد رام        |
| حبیب                           | خرچنگ‌های مردابی  | محمدعلی بهمنی | حبیب            | لو واروژان      |
| حمیرا                          | دوسِت دارم        | محمدعلی بهمنی | محمود قراملکی   |                 |
| حمیرا                          | هوای قفس         | محمدعلی بهمنی | عطاءالله خرم    | مجتبی میرزاده   |
| حمیرا                          | بیگانه           | محمدعلی بهمنی | صدرالدین مهوان  | صدرالدین مهوان  |
| حمیرا                          | قاصدک            | محمدعلی بهمنی | رضا گرگین‌زاده   | مجتبی میرزاده   |
| رامش                           | رودخونه‌ها        | محمدعلی بهمنی | صادق نوجوکی     | منوچهر چشم‌آذر   |
| رامش                           | چادر نماز        | محمدعلی بهمنی | کیومرث سلیم‌پور  | کیومرث سلیم‌پور  |
| شادمهر عقیلی                   | دهاتی            | محمدعلی بهمنی | شادمهر عقیلی    | شادمهر عقیلی    |
| شادمهر عقیلی                   | دل خوشی          | محمدعلی بهمنی | بهروز صفاریان   | بهروز صفاریان   |
| فرامرز اصلانی                  | کارگر            | محمدعلی بهمنی | صادق نوجوکی     | صادق نوجوکی     |
| تورج شعبان‌خانی / هومن بختیاری  | دل سپرده         | محمدعلی بهمنی | تورج شعبان‌خانی  | حمیدرضا صدری    |
| تورج شعبان‌خانی / ناصر عبداللهی | بهار بهار        | محمدعلی بهمنی | تورج شعبان‌خانی  | حمیدرضا صدری    |
| ناصر عبداللهی                  | بارانی           | محمدعلی بهمنی | بهنام ابطحی     | بهنام ابطحی     |
| ناصر عبداللهی                  | طعنهٔ ناشنیده     | محمدعلی بهمنی | ناصر عبداللهی   | شادمهر عقیلی    |
| ناصر عبداللهی                  | تو ای عشق        | محمدعلی بهمنی | ناصر عبداللهی   | شادمهر عقیلی    |
| ناصر عبداللهی                  | تلخ و شیرین      | محمدعلی بهمنی | ناصر عبداللهی   | محمدرضا چراغعلی |
| ناصر عبداللهی                  | شیوه ما          | محمدعلی بهمنی | ناصر عبداللهی   | محمدرضا عقیلی   |
| ناصر عبداللهی                  | ماه من           | محمدعلی بهمنی | ناصر عبداللهی   | محمدرضا چراغعلی |
| ناصر عبداللهی                  | مثل روزای بارونی | محمدعلی بهمنی | ناصر عبداللهی   | بهنام ابطحی     |
| ناصر عبداللهی                  | هوای حوا         | محمدعلی بهمنی | فرزاد فرومند    | فرزاد فرومند    |
| ناصر عبداللهی و امیر کریمی     | ابر و آفتاب      | محمدعلی بهمنی | ناصر عبداللهی   | بهنام ابطحی     |
| ناصر عبداللهی و امیر کریمی     | نامهربانی        | محمدعلی بهمنی | محمدرضا چراغعلی | محمدرضا چراغعلی |
| امیر کریمی                     | خسته             | محمدعلی بهمنی | محمدرضا چراغعلی | محمدرضا چراغعلی |
| رضا آریایی                     | نبض تپنده        | محمدعلی بهمنی | رضا آریایی      | محمدرضا چراغعلی |
| رضا آریایی                     | شناخت            | محمدعلی بهمنی | رضا آریایی      | محمدرضا چراغعلی |
| همایون شجریان                  | چه آتش‌ها         | محمدعلی بهمنی | علی قمصری       | علی قمصری       |
| علیرضا قربانی                  | نقش فرش دل       | محمدعلی بهمنی |                 |                 |
| علیرضا قربانی                  | پرده نشین        | محمدعلی بهمنی | مهیار علیزاده   | مهیار علیزاده   |
| علیرضا شفائی                   | قسم به حنجره‌ات   | محمدعلی بهمنی | پیمان خازنی     | پیمان خازنی     |
| میلاد درخشانی                  | حرف بزن          | محمدعلی بهمنی | میلاد درخشانی   | میلاد درخشانی   |

## نمونهٔ غزل
| دراین زمانهٔ بی‌های و هوی لال‌پرست     |  | خوشا به حال کلاغان قیل و قال‌پرست |
| چگونه شرح دهم لحظه‌لحظهٔ خود را       |  | برای این‌همه ناباور خیال‌پرست      |
| به شب‌نشینی خرچنگ‌های مردابی          |  | چگونه رقص کند ماهی زلال‌پرست      |
| رسیده‌ها چه غریب و نچیده می‌افتند     |  | به پای هرزه‌علف‌های باغ کال‌پرست    |
| رسیده‌ام به کمالی که جز اناالحق نیست |  | کمال دار برای من کمال‌پرست        |
| هنوز زنده‌ام و زنده بودنم خاری‌ست     |  | به تنگ‌چشمی نامردم زوال‌پرست       |